# Igor Smolnikow
Igor Aleksandrowicz Smolnikow (ros. Игорь Александрович Смольников; ur. 8 sierpnia 1988 w Kamieńsku Uralskim) – rosyjski piłkarz grający na pozycji obrońcy w Arsienale Tuła.

## Lata młodości
W dzieciństwie trenował karate. W wieku siedmiu-ośmiu lat zdecydował się na uprawianie piłki nożnej. Podczas turnieju towarzyskiego został zauważony przez Rawila Salichowa, który zaproponował mu treningi w Lokomotiwie Moskwa.

## Kariera klubowa
W latach 2006–2007 był zawodnikiem Torpedo Moskwa. W październiku 2007 podpisał długoterminowy kontrakt z Lokomotiwem Moskwa. W marcu 2009 został wypożyczony do Urału Jekaterynburg. W lipcu 2009 trafił do FK Czyta. W listopadzie tegoż roku wrócił do Lokomotiwu. W marcu 2011 przeszedł do Żemczużyny Soczi. W sierpniu 2011 został wypożyczony do FK Rostów. W czerwcu 2012 podpisał czteroletni kontrakt z FK Krasnodar. W sierpniu 2013 przeniósł się do Zenitu Petersburg, w którym gra z numerem 19. 17 sierpnia 2013 zadebiutował w nowym zespole w wygranym 3:0 meczu z Anży Machaczkała. W sezonie 2014/2015 zdobył ze swoim klubem mistrzostwo kraju, a w 2015 Superpuchar Rosji, strzelając gola na 1:1 w wygranym po rzutach karnych spotkaniu z Lokomotiwem Moskwa. W sezonie 2015/2016 wraz z klubem wygrał Puchar Rosji, a w 2016 – ponownie superpuchar kraju po wygranym 1:0 meczu z CSKA Moskwa. W sezonach 2018/2019 i 2019/2020 wraz z klubem zdobywał mistrzostwo Rosji, a w tym ostatnim wywalczył również Puchar Rosji.
W lipcu 2020 podpisał roczny kontrakt z FK Krasnodar. W lipcu 2021 trafił do Arsienału Tuła.

## Kariera reprezentacyjna
Jest młodzieżowym reprezentantem Rosji. Z kadrą U-19 zakwalifikował się na mistrzostwa Europy w 2007. W pierwszej rundzie eliminacji zagrał w dwóch spotkaniach: wygranym 2:0 z Albanią i przegranym 0:1 ze Słowacją (nie zagrał jedynie w rozpoczynającym kwalifikacje meczu z Andorą), natomiast w rundzie elitarnej eliminacji wystąpił we wszystkich trzech meczach: wygranym 2:0 z Anglią, wygranym 3:1 z Czechami i zremisowanym bezbramkowo z Holandią. Na mistrzostwach zagrał w trzech meczach grupowych: przegranym 2:3 z Niemcami, przegranym 2:6 z Serbią i zremisowanym 0:0 z Francją, po których Rosja odpadła z rywalizacji, zajmując ostatnie miejsce w grupie z 1 punktem. W 2009 wystąpił w trzech spotkaniach Pucharu Wspólnoty w kadrze do lat 21, która brała udział w tym turnieju poza konkursem, a w 2010 zagrał w 1 meczu tej reprezentacji.
W dorosłej reprezentacji zadebiutował 19 listopada 2013 w wygranym 2:1 meczu z Koreą Południową. 21 maja 2016 znalazł się w grupie 23 zawodników powołanych na Euro 2016. Na mistrzostwach wystąpił w trzech meczach grupowych: zremisowanym 1:1 z Anglią, przegranym 1:2 ze Słowacją i przegranym 0:3 z Walią, po których reprezentacja Rosji odpadła z rywalizacji, zajmując ostatnie miejsce w grupie z 1 punktem. W 2017 znalazł się w gronie 23 zawodników powołanych na Puchar Konfederacji. Zagrał w 1 meczu tego turnieju, wchodząc na boisko w 70. minucie przegranego 1:2 spotkania z Meksykiem. Rosja odpadła w fazie grupowej, zajmując trzecie miejsce z 3 punktami po wygranej 2:0 z Nową Zelandią w meczu otwarcia i porażce 0:1 z Portugalią. 4 czerwca 2018 znalazł się w grupie 23 zawodników powołanych na mistrzostwa świata, na których wystąpił w ostatnim meczu grupowym, przegranym 0:3 z Urugwajem, w którym otrzymał czerwoną kartkę. Gospodarze mimo porażki wyszli z grupy, zajmując w niej 2. miejsce dzięki wcześniejszym zwycięstwom: 5:0 z Arabią Saudyjską w meczu otwarcia i 3:1 z Egiptem.

## Życie prywatne
Żonaty z Jekatieriną, z którą ma dwóch synów: Aleksandra i Lukę. Ma dwie siostry i brata.

## Osiągnięcia
- Mistrzostwo Rosji (3): 2014/2015, 2018/2019, 2019/2020
- Puchar Rosji (2): 2015/2016, 2019/2020
- Superpuchar Rosji (2): 2015, 2016